# Chiesa di Santa Maria degli Angeli (Firenze)
La ex-chiesa di Santa Maria degli Angeli in via Alfani a Firenze è solo una piccola parte del complesso omonimo del monastero di Santa Maria degli Angeli. Fu soppressa per volontà di Napoleone nel 1808, insieme all'intero complesso religioso, nonostante fosse stato uno dei più importanti e ricchi di Firenze. Oggi il complesso fa parte del Museo de' Medici di Firenze.

## Storia del complesso
Di regola benedettina camaldolese, fu fondato nel 1295 dal poeta Guittone d'Arezzo, cavalier Gaudente, appartenente all'Ordine dei frati Gaudenti, nella località detta "Cafaggio", fuori del secondo cerchio delle mura e della porta di Balla, che era dove è ora la piazzetta di San Michele Visdomini e via de' Servi.
Questo monastero venne costruito a somiglianza dell'Eremo di Camaldoli, cioè con tante celle quanti erano i monaci, divise fra loro da un piccolo orto: ogni cella prendeva luce da una finestra sul tetto ed aveva un'altra finestra per il passaggio del vitto. La costruzione del Monastero fu iniziata il 14 gennaio 1345, alla presenza della Signoria, delle Magistrature, del Clero e di un monaco camaldolese, Orlando, delegato del Priore generale dell'Ordine, Fridiano. L'Eremo e l'Oratorio annesso vennero intitolati a Santa Maria degli Angioli. 

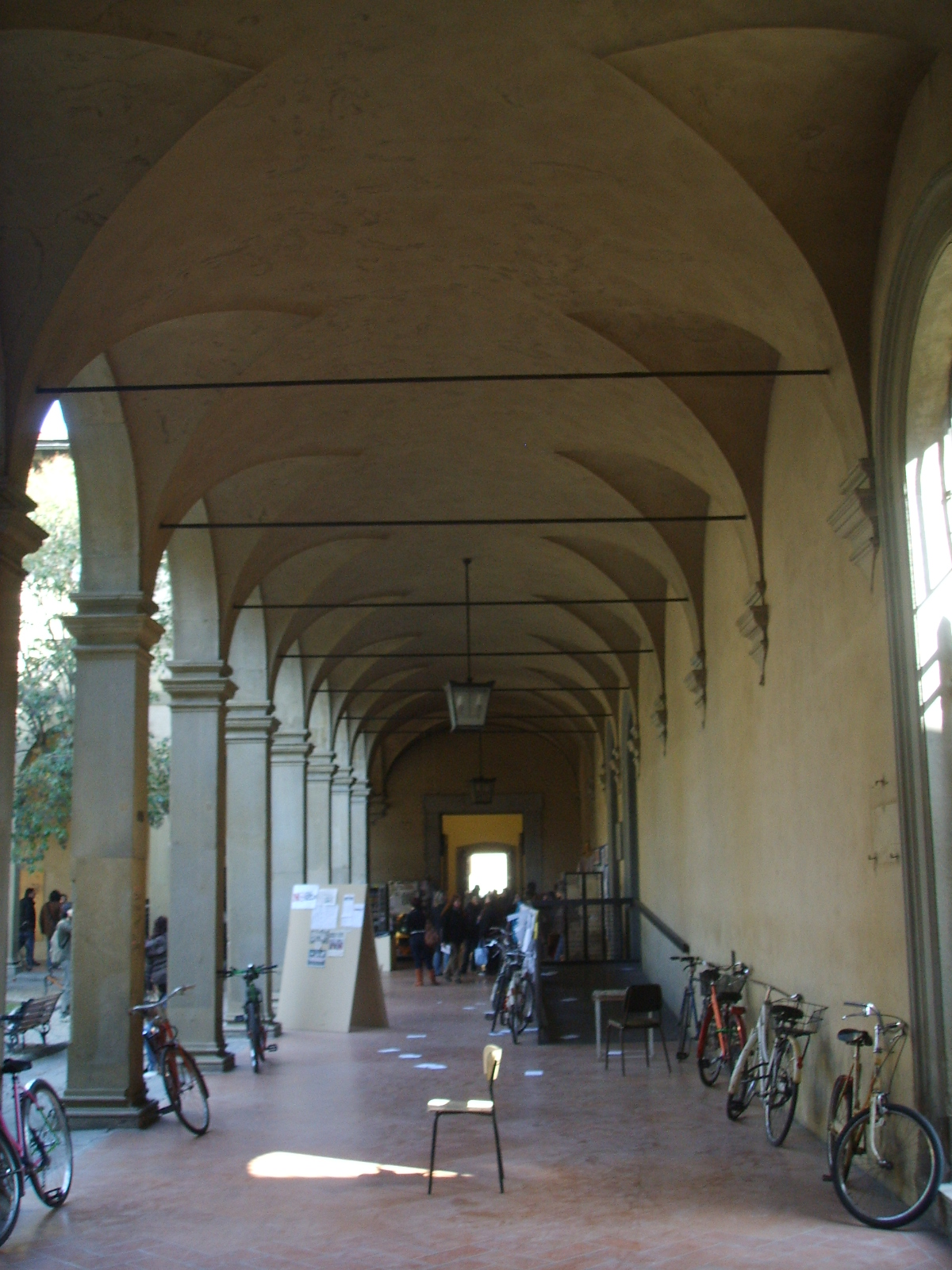
Il chiostro del Nigetti

Nel 1348 l'Eremo venne ingrandito, incorporandovi alcune case che erano appartenute agli Alfani e agli Adimari. Nel 1378 il monastero, che faceva da deposito per le ricchezze di molti cittadini possidenti, fu saccheggiato durante la rivolta dei Ciompi.
Più tardi vi fiorì una celebre scuola di miniatura, rinnovatrice di questa forma d'arte, che ebbe fra gli esponenti più famosi Lorenzo Monaco. Per quattro secoli la strada che costeggiava il monastero si chiamò Via degli Angioli: solo nel 1865 le venne dato il nome Via degli Alfani. Il monastero fu centro artistico e culturale della Firenze umanistica, fu frequentato da Cosimo il Vecchio, Giovanni de' Medici (Leone X) e Lorenzo de' Medici, Luchino Visconti, che era sposato con una sorella di Pazzino Strozzi, Marsilio Ficino, Niccolò Niccoli, Paolo Toscanelli dal Pozzo, ecc. Essi si riunivano in questa sede, ospiti di Ambrogio Traversari, Priore Generale dell'Ordine Camaldolese, nella prima metà del XV secolo.
Questi umanisti si servivano dell'opera dei Camaldolesi che erano letterati, calligrafi, pittori, miniatori, cesellatori, orefici, ricamatori in oro, i quali trascrivevano i testi degli antichi classici greci e latini che ritrovavano. Alcuni di questi frati sono rimasti celebri: Bartolomeo della Gatta, Silvestro Gherarducci, Jacopo Bandinelli, il cui cadavere fu violato, per un eccesso di morboso entusiasmo, col taglio delle mani che avevano prodotto tanti capolavori, mani che furono conservate nella sacrestia come reliquie. Nel 1378, durante il Tumulto dei Ciompi, una folla di rivoltosi, capeggiata da Cecco da Poggibonsi, invase il monastero e furono uccisi il vice priore e due conversi. I codici miniati, custoditi nella sacrestia, furono salvi grazie alla difesa, capeggiata da Guido del Palagio e Vieri de' Medici.
Il monastero fu rimodernato nel XVII secolo da Gherardo Silvani e Bartolomeo Ammannati e il campanile fu disegnato da Filippo Ciocchi. Tra il 1654 e il 1670 furono effettuate osservazioni meteorologiche e registrazioni termometriche grazie all'attivazione della stazione meteorologica di Firenze Monastero degli Angeli, che risulta essere una delle più antiche stazioni meteorologiche del mondo. Nel 1676 Francesco Franchi restaurò la chiesa e Giuseppe del Rosso nel 1820 ne affrescò le pareti

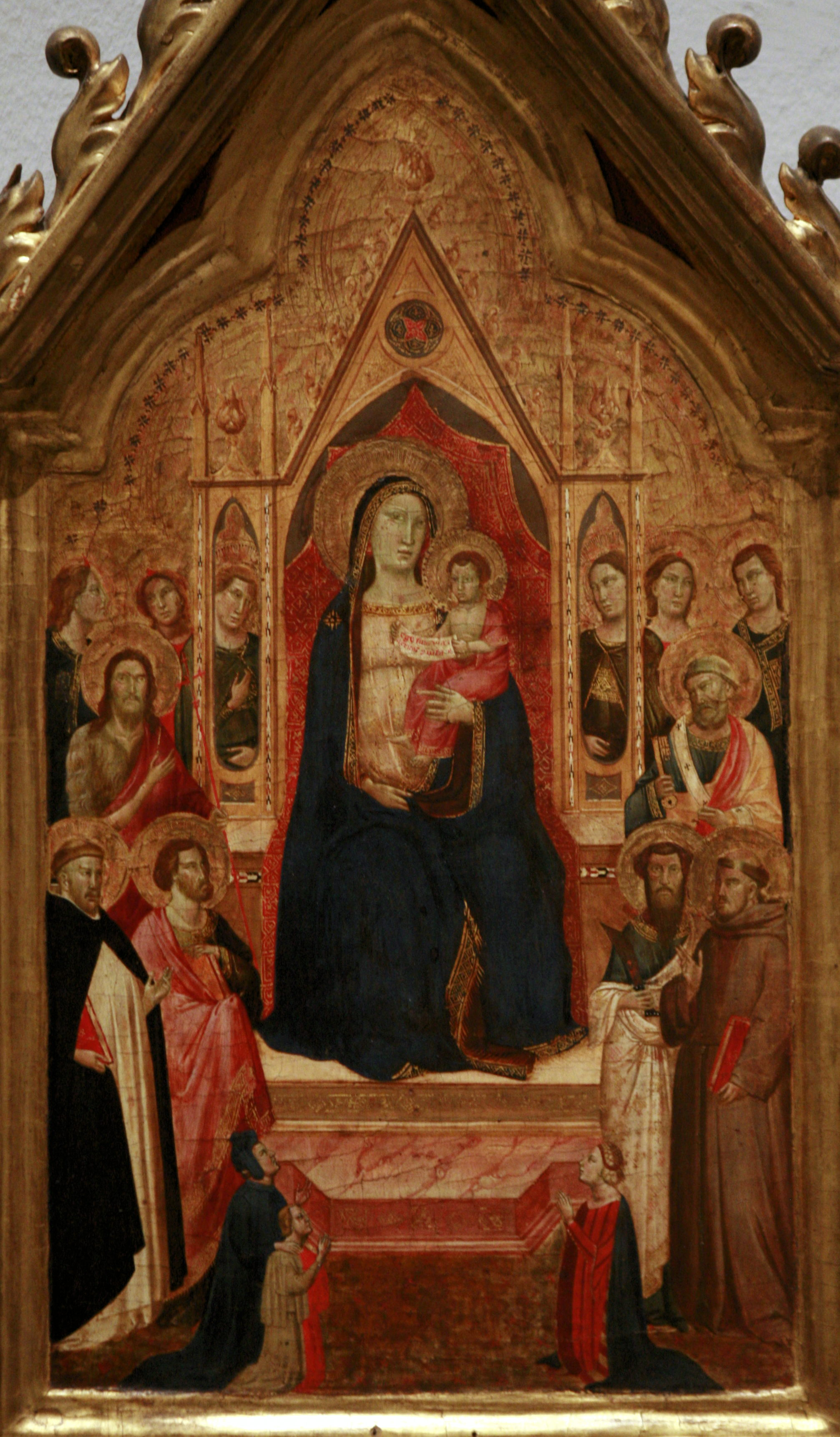
Trittico di Taddeo Gaddi, al Musée des Beaux-Arts di Strasbourg

Ampliato alla fine del XVI secolo, ha conservato l'aspetto originale, specialmente negli ampi chiostri. Durante l'occupazione francese, Vivant Denon rastrellò diverse opere d'arte in tutto il Granducato da inviare in Francia oggetto delle spoliazioni napoleoniche, tra cui il Trittico della vita di Cristo dipinto da Taddeo Gaddi, proveniente dal convento della Chiesa di Santa Maria degli Angeli ed ora a Strasburgo. Soppresso per volontà napoleonica nel 1808 assieme a molti altri istituti religiosi, ebbe poi vita travagliata. Fu usato dall'arcispedale di Santa Maria Nuova e in seguito venne ceduto all'Università di Firenze (nel 1940, ma in uso dal 1964-65), che vi sistemò la Facoltà di Lettere. Il complesso oggi è restituito alla fruizione pubblica grazie all'ANMIG di Firenze che lo ha inserito nel percorso di visita del museo di storia medicea.

## La chiesa

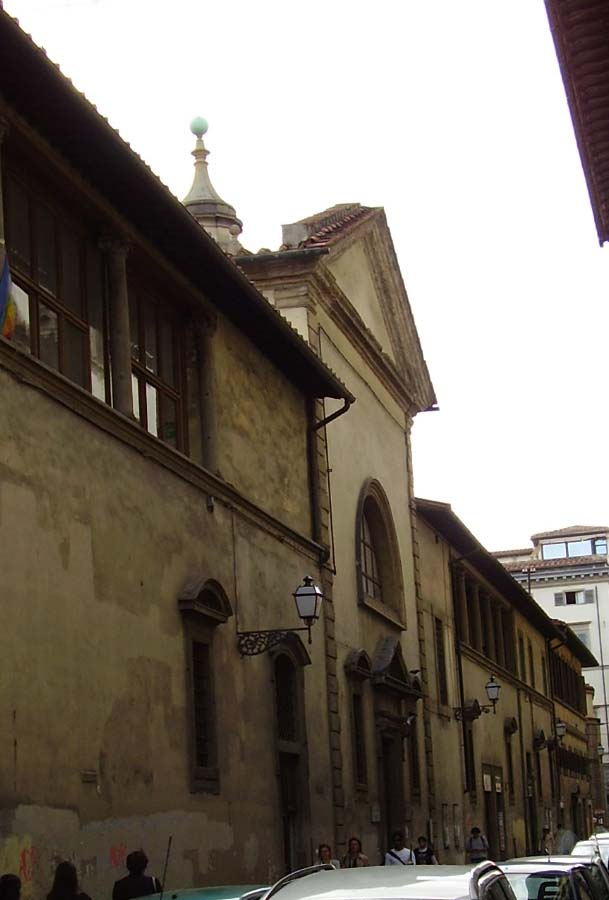
La facciata della chiesa

Si accede da via degli Alfani a quella che era l'antica chiesa del complesso, un tempo usata per le lezioni della facoltà di Lettere e Filosofia e oggi musealizzata dal Museo de' Medici.
La ex-chiesa è decorata da affreschi di Alessandro Gherardini (1700) con quadrature di Giuseppe Tonelli e contiene alcune tele settecentesche. Nell'antica chiesa, che aveva sei altari, erano sepolti lo pseudocardinale spagnolo Pedro Fernández de Frías, morto a Firenze nel 1420, quando tornava dal Concilio di Costanza al seguito di Martino V, e lo storico Benedetto Varchi, morto nel 1566, la cui tomba fu trovata vuota e la pietra tombale fu posta nel chiostro detto "dei morti" (la lastra è ancora oggi visibile a destra del portale che introduce all'atrio verso il chiostro dell'Ammannati). 
La cappellina di patronato della famiglia Ticci conserva all’altare una tela con la Resurrezione del ﬁglio della vedova di Naim di Giovanbattista di Bernardo Mossi per l'unione tra i modelli del primo manierismo fiorentino ed un baroccismo vicino a quello senese, databile al 1592. Nell'ambiente è anche un ciclo di affreschi di Bernardino Poccetti e due altri dipinti con San Matteo e San Francesco da assegnarsi a Giovanni Balducci.
Accanto alla chiesa esiste una cappella, dove erano conservate le reliquie dei santi martiri Proto, Giacinto e Nemesio, racchiuse in un'urna di bronzo fusa da Lorenzo Ghiberti nel 1428, a spese di Cosimo il Vecchio e Lorenzo di Giovanni de' Medici, che poi fu portata al Museo Nazionale del Bargello. Questa chiesa fu consacrata dall'arcivescovo Antonino Pierozzi il 14 settembre 1445.

## I chiostri

### Il chiostro Grande
Il chiostro Grande, detto anche "dell'Ammannati", fu in realtà progettato da Matteo Nigetti e si trova all'ex-ingresso della facoltà di Lettere dell'Università di Firenze su piazza Brunelleschi. È caratterizzato da un portico con archi ribassati, tipicamente seicentesco.
Nella parete di destra c'è l'ingresso all'antica chiesa, che poi divenne Biblioteca Medica, contenente gli originali delle Storie fiorentine di Scipione Ammirato. Il chiostro Grande confina sul lato nord con la Casa del Mutilato costruita negli anni '30 del Novecento.

### Il chiostro degli Angeli

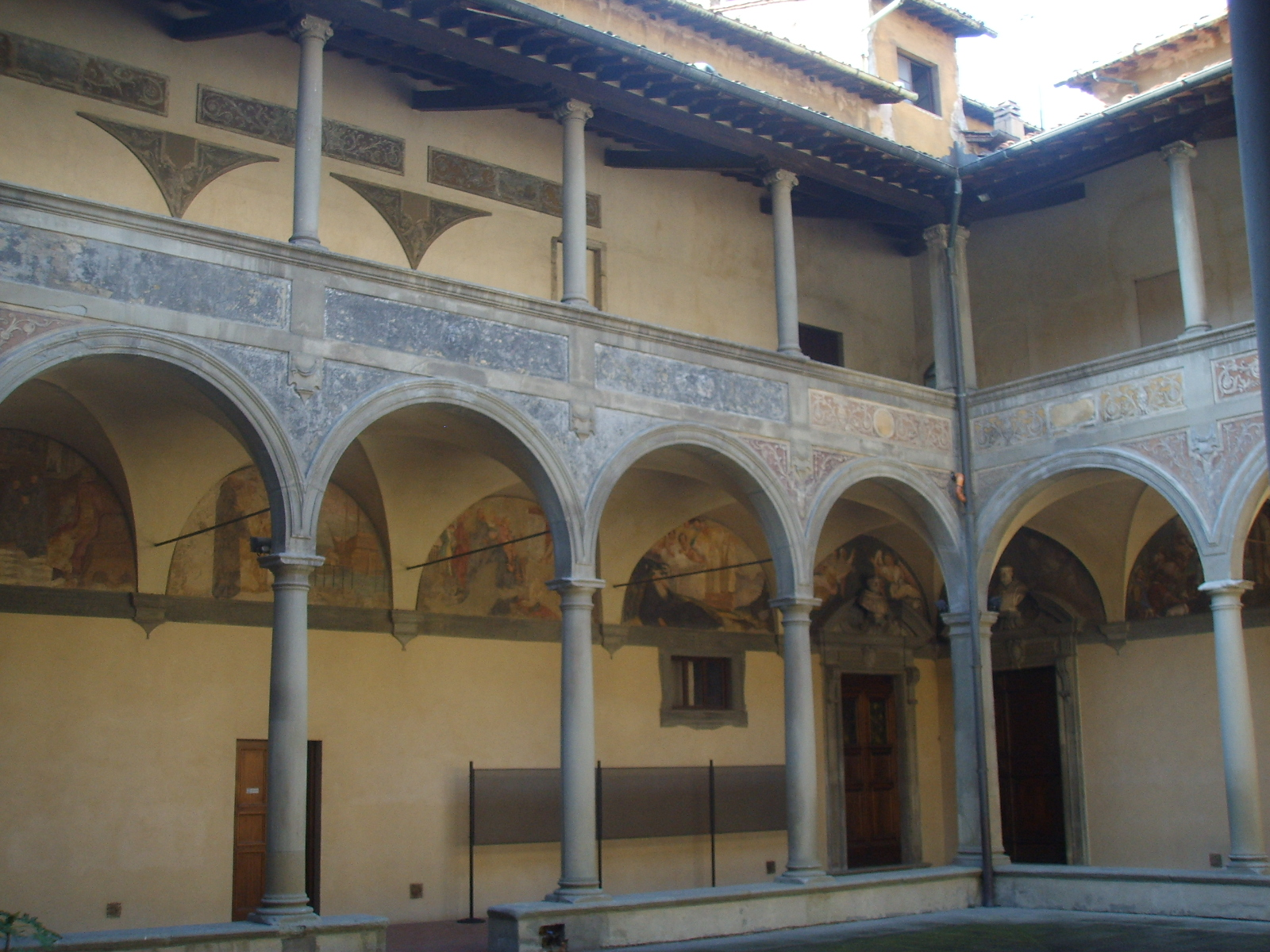
Il chiostro degli Angeli

Il secondo chiostro detto della Sagrestia o degli Angeli fu realizzato da Gherardo Silvani, ispirandosi probabilmente a disegni di Filippo Brunelleschi, ed è composto da archi a tutto sesto che creano un porticato sui quattro lati, al di sopra del quale si trova una loggetta architravata.
Qui restano le lunette affrescate in larga parte da Bernardino Poccetti verso il 1601, ben conservate, dai colori vividi e dal tipico tratto netto del disegno dell'autore, che aveva anche affrescato due anni prima la cupola della cappella Ticci (1599). Le altre lunette furono dipinte da Donato Arsenio Mascagni e Bernardino Monaldi, mentre i busti in marmo sopra i portali, raffiguranti santi e protettori dell'ordine camaldolese, vennero scolpiti da Giovanni Caccini e Pietro Francavilla.

### Il chiostro dei Morti

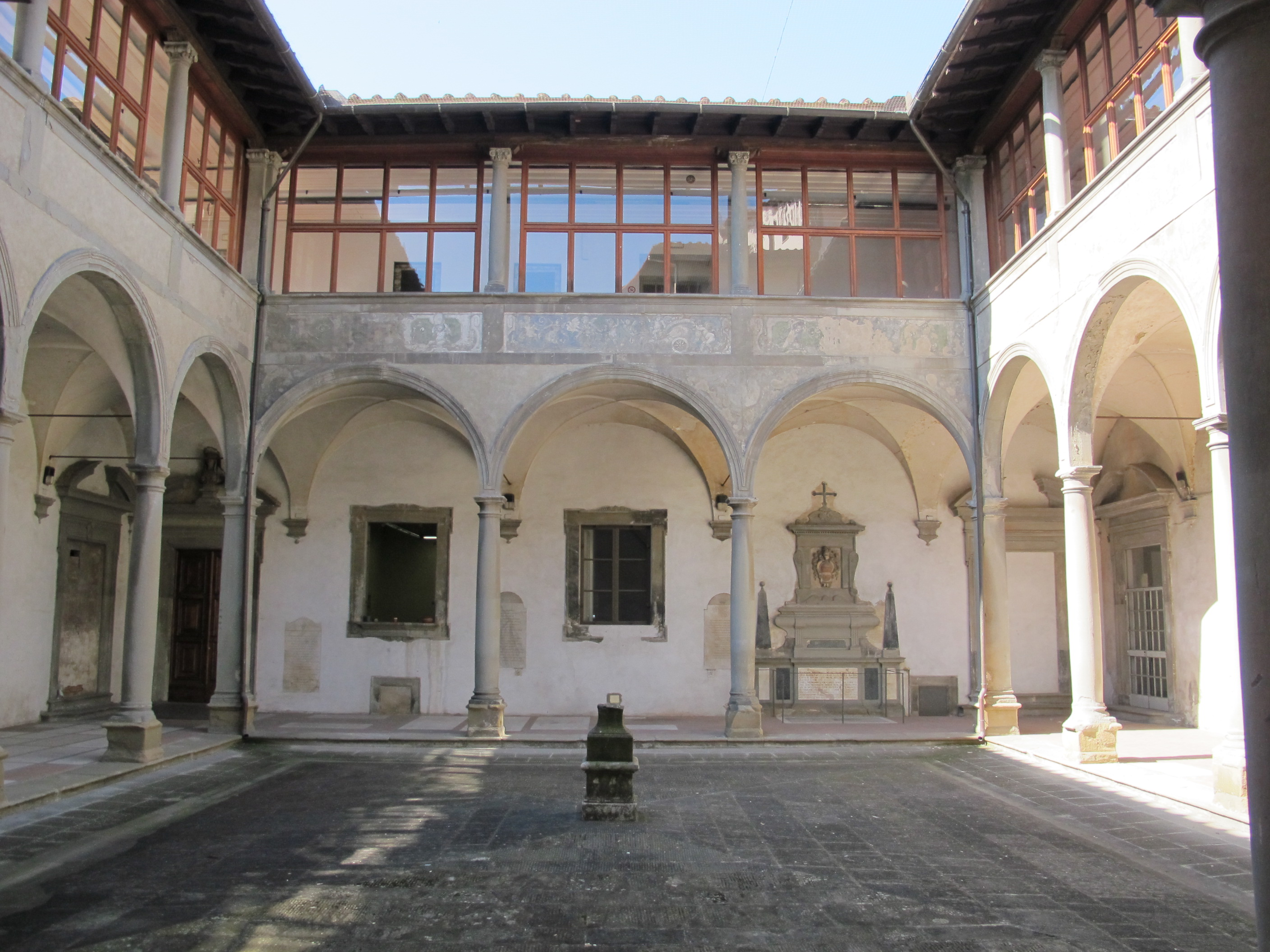
Il chiostro dei Morti

Un terzo chiostro, detto dei Morti, con un loggiato al primo piano che gli corre attorno, è attiguo all'ingresso attuale degli studenti su via Alfani ed è caratterizzato da arcate a tutto sesto che compongono un porticato sui quattro lati, sormontato da un loggiato coperto, sulle cui pareti esterne restano ancora oggi tracce di graffiti.
Vi sono conservate alcune lastre tombali, tra le quali quelle dell'umanista Benedetto Varchi.
Sulla parete di fondo dell'antico Refettorio c'è un affresco rappresentante la Ultima Cena, opera di Ridolfo del Ghirlandaio.

## Opere già in Santa Maria degli Angeli

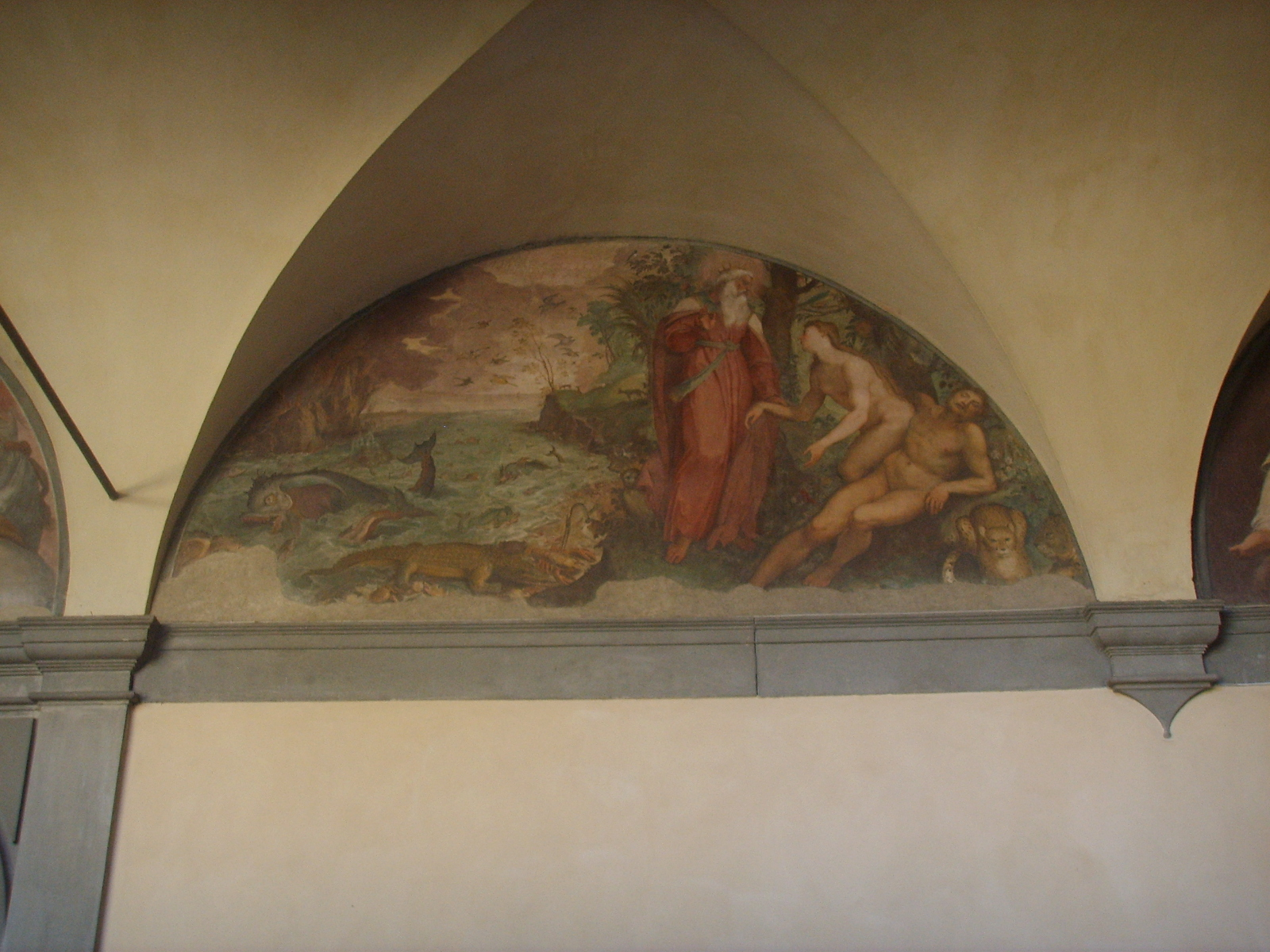
Lunetta del chiostro degli Angeli, Bernardino Poccetti, La creazione di Eva

- Nardo di Cione, Trittico del Thronum Gratiae (1365), oggi nella Galleria dell'Accademia a Firenze
- Giovanni da Milano, Cristo in trono adorato da angeli (1371 circa, oggi nella Pinacoteca di Brera a Milano
- Lorenzo Monaco
  - Incoronazione della Vergine (1414), oggi agli Uffizi a Firenze
  - Tre scene di una predella, oggi al Louvre
- Lorenzo Ghiberti, Arca dei Tre Martiri (1427-1428 circa), oggi al Museo del Bargello di Firenze
- Beato Angelico, Giudizio Universale (1431 circa), oggi nel Museo San Marco a Firenze
- Andrea del Castagno, Crocifissione di Santa Maria degli Angeli (1455 circa), oggi nel Cenacolo di Sant'Apollonia a Firenze
- Sandro Botticelli, Madonna del Padiglione (1493 circa), oggi alla Pinacoteca Ambrosiana a Milano

## Confraternite
Nella chiesa e nei suoi annessi si riunirono nel tempo alcune Compagnie o confraternite. Tra le più importanti ci fu:
- Compagnia di San Giuseppe dei Legnaiuoli